# Gornji Rogatec
Gornji Rogatec je naselje v Občini Grosuplje.